# 物的財産
イングランド法のコモン・ローにおける物的財産（ぶってきざいさん）（real property、real estate、realtyまたはimmovable property）は、適法に確定された土地の一画と、人間の努力によりこれに加えられた改良（建物、機械設備、井戸、ダム、池沼、鉱山、運河、道路、種々の財産権など）を指す。不動産（ふどうさん）とも訳される。物的財産と人的財産（personal property）が、イングランド法のコモン・ローにおける財産権の2つの主要な類型である。 
スコットランドの民法においては、物的財産に相当するものは"heritable property"（相続可能財産）と呼ばれ、フランス法系の法においてはimmobilier（不動産）と呼ばれる。

## 物的財産の特定
物的財産に対する請求を行うには、検証可能で適法な表示（property description）を要する。かかる表示は、通常、天然または人工の境界（海岸、河川、水路、尾根、湖岸、道路、鉄道線路、および／または、専用の目印である、石塚、測量標（米国測地測量局（U.S. National Geodetic Survey）のような政府当局が設置するものも含む。）、柵など）を利用する。

## 定義された不動産権その他の権益
法は、物的財産に対する異なる種類の権益を認めており、これを「不動産権（estate）」という。不動産権の種類は、一般に、当該不動産権の取得に係る捺印証書（deed）、賃貸借契約書（lease）、売渡証（bill of sale）、遺言（will）、土地払下げ（land grant）などの文言において定められている。不動産権は、種々の財産権によって区別され、これにより当該不動産権の期間および譲渡可能性が設定・決定される。不動産権を享有する当事者を「不動産権保有者（tenant）」という。
主要な不動産権（estate in land）として以下のものがある。
- 単純封土権（fee simple）：期間無限定の不動産権であり、自由に譲渡可能である。もっとも通常でおそらく最も絶対的な性質を有する不動産権である。不動産権保有者は当該物的財産の処分について最大限の裁量を享有する。
- 条件付き単純封土権（conditional fee simple）：捺印証書において設定者が定めた一または複数の条件が成就するまでを期間とする不動産権である。当該条件が成就した場合、当該物的財産は設定者に復帰し、または残余権に係る権益が第三者に与えられる。
- 限嗣封土権（fee tail）：不動産権保有者の死によってその相続人に移転することとなる不動産権。
- 生涯不動産権（life estate）：被設定者の生涯に限り継続する不動産権。生涯不動産権が売却されたとしても、売買によって期間を変更することはできず、当初の被設定者の生涯に限定される。
  - life estate pur autre vieは、他人の生涯を期間として保有される不動産権である。このような不動産権が生じるのは、当初の生涯不動産権保有者がその生涯不動産権を他人に売却した場合や、生涯不動産権が当初からpur autre vie（他人の生涯について）設定された場合である。
- 不動産賃借権（leasehold）:  契約により定められた期間に限定された不動産権で、当該契約は賃貸借契約（lease）と呼ばれ、賃借権の設定を受ける当事者たる賃借人（lessee）と、他方の当事者であり、当該物的財産に対してより長期の不動産権を有する賃貸人（lessor）の間で締結される。例えば、集合住宅の一室に一年間の賃貸借で居住する者は、その一室に対する不動産賃借権を有する。典型的な場面においては、賃借人は合意により所定の賃料を賃貸人に支払う。

ある物的財産に対して、期間限定のある不動産権の終了後に連続して不動産権を享有する不動産権保有者は、将来不動産権（future interest）を有しているものとされる。将来不動産権のうち、重要な2つの類型は以下のとおりである。
- 復帰権（reversion）：復帰権が生じるのは、不動産権保有者が自身の期間よりも最大期間がより短い不動産権を設定した場合である。当該土地の所有権は、被設定者の期間の終了により当初の不動産権保有者に復帰する。当初の不動産権保有者の将来不動産権が、復帰権である。
- 残余権（remainder）：残余権が生じるのは、単純封土権を有する不動産権保有者が、何者かに対して生涯不動産権または条件付き単純封土権を設定し、当該生涯不動産権が終了しまたは当該条件が成就した場合には当該土地を有することとなる第三者を指定した場合である。当該第三者は、残余権を有しているものとされる。当該第三者は、生涯不動産権保有者による当該土地の使用を制限する法的権利を有することもある。

不動産権の共同保有形態には、生存者権付き合有不動産権保有者（joint tenants with rights of survivorship）または共有不動産権保有者（tenants in common）がある。この2つの共同保有形態の違いは、基本的には、当該不動産権および各不動産権保有者の有する持分の相続可能性にある。
生存者権付き合有不動産権保有（JTWROS: joint tenancy with rights of survivorship）においては、一方の不動産権保有者の死は、他方の生存する不動産権保有者が当該不動産権を単独で有することとなることを意味する。死亡した不動産権保有者の相続人には何も与えられない。法域によっては、"with right of survivorship"（生存者権付き）との語が用いられない限り、当該不動産権は生存者権（rights of survivorship）を伴わない共有不動産権とされる。共有者はJTWROSにおける共有者は常に平等な持分を有する。すなわち、各不動産権保有者は、購入価格への寄与に関わらず、当該物的財産に対する平等な持分を有しなければならない。当該物的財産が売却されまたは再分割された場合、その代金は平等に分配されなければならず、いずれかの共有者が当該物的財産の購入に寄与した超過額に応じた特別な分配はなされない。
共有不動産権保有者（TIC: tenants in common）のうちのある共有者が死ぬと、その有していた持分に応じた割合で当該物的財産の一部が相続対象となる。持分は、譲渡証書において異なる定めをしない限り、全ての不動産権保有者の間で平等と推定される。しかしながら、TIC財産が売却されまたは再分割された場合、国や州などによっては、購入価格への寄与が平等でない場合には（JTWROSの場合とは異なり）特別な分配が自動的になされ得る。
物的財産を複数の不動産権保有者によって共有するには、コンドミニアムや住宅協同組合（housing cooperative）、建物協同組合（building cooperative）を通じて行う方法もある。

## 法域ごとの特性

### オーストラリアとニュージーランド
多くの英米法系の国においては、物的財産に対する所有権に係るトレンス・システム（Torrens title system）が政府によって管理・保証されているため、煩わしい物的財産に対する所有権の追跡が不要となっている。トレンス・システムの運営上の原則は、「登記による権原（title by registration）」であって（すなわち、登記された権原は無効とされ得ない。）、「権原の登記（registration of title）」ではない。このシステムは権原の連鎖（すなわち、一連の文書を通じて権原を追跡すること）の必要性はなくなり、その調査のための不動産譲渡費用も不要となった。政府は権原を保証し、また、通常は、政府による運営のために権原を喪失した者に対しては補償制度によって支えられている。このシステムは、オーストラリアの全ての周とニュージーランドにおいて、1858年から1875年までの間に採用されており、近時は空間権原（strata title）にまで拡張されている。ほかにも多くの国や州においても採用されており、米国においても9つの州において修正された形で採用されている。

### イングランドおよびウェールズ
イギリスにおいては、国王（the Crown）は王国内の全ての物的財産の究極的な所有者とされている。この事実が重要なのは、例えば、物的財産が元保有者によって放棄された場合であり、この場合、没収（escheat）の判例法が適用されることとなる。他のいくつかの法域（米国を除く。）においては、物的財産は絶対的に保有される（allodial titleを参照。）。
イングランド法においては、物的財産と人的財産のコモン・ロー上の区別が維持されている。これに対して、大陸法においては、「動」産と「不動」算として区別される。イングランド法においては、物的財産は、土地とその上の建物（これを「土地」と呼ぶこともある。）に対する所有権に限られない。物的財産には、個人と土地所有者の間の純粋に概念的な法律上の関係も多く含まれる。そのような関係の1つとして、地役権（easement）がある。すなわち、ある物的財産の所有者が隣地を通行する権利を享有することができる場合である。そのほかの例として、種々の無体相続財産（incorporeal hereditaments）があり、その中には用益権（profits-à-prendre）が含まれる。すなわち、ある個人が他人の不動産権に属する土地から作物を収穫する権利を有することができる場合である。
イングランド法においては、他の英米法系の法域には通常みられない多くの形態の財産が現存している。例えば、聖職推挙権（advowson）や内陣修繕責任（chancel repair liability）、荘園に対する領主権がある。これらは全て物的財産に分類され、初期のコモン・ローにおいては対物訴訟（real action）による保護を受けることができた。

### 米国
ルイジアナ州を除く米国各州は、コモン・ローを基礎とする、州内の物的財産及び不動産権に適用される独自の法を有する。アリゾナ州においては、物的財産は一般に、土地及び当該土地に対して永久的に付着された物として定義されている。土地に永久的に付着された物は、「改良（improvements）」とも呼ばれ、住宅、車庫および建物を含む。建築された住宅については、付合の宣誓供述書（affidavit）を取得することができる。

## 物的財産の経済的側面
土地使用、土地評価、および土地所有者の所得決定は、経済理論における最古の問題に属する。土地は農業にとって不可欠な投入（生産要素）であり、農業は産業化以前の社会における断然最も重要な経済活動である。産業化の到来に伴い、重要な新たな土地使用が出現した。工場、倉庫、事務所および都市的集積地域の場所としての使用である。また、人工構造物および機械設備の形態をとった物的財産の価値は、土地そのものの価値に比較して増大した。物的財産の概念は、事実上、あらゆる形態の有形固定資本を包含するに至った。採取産業の発展とともに、物的財産は自然資本を包含するに至った。観光およびレジャーの発展とともに、物的財産は風景価値その他の快適性価値を包含するに至った。
1960年代以降、発展する法と経済学の一分野として、経済学者と法学者は、種々の不動産権に係る不動産権保有者の享有する財産権や、種々の不動産権の経済的な便益・費用について研究するようになった。この結果、次のものに対する理解が進展した。
- 種々の不動産権に係る不動産権保有者の享有する財産権。これには、次のものに対する権利が含まれる。
  - 物的財産の使用方法の決定
  - 物的財産を他者が享有することの排除
  - 相互に合意した条件によるこれらの権利の一部または全部の他者への移転（変更）
- 不動産権を変更しまたは移転する際の取引費用の本質と帰結

財産法の経済学的分析の入門としては、Shavell (2004)およびCooter and Ulen (2003)を参照されたい。関連する研究文献集については、Epstein (2007)を参照。Ellickson (1993)は、歴史および民族誌から得られた種々の事実によって物的財産の経済学的分析を拡張した。

## 歴史的背景
"real"（物的）という語は、究極的には、ラテン語のres（物）に由来し、中世英語においては「物（thing）、特に物的財産に関連する」との意味で用いられた。
コモン・ローにおいては、物的財産とは、対物訴訟の何らかの形態によって保護を受け得る財産であり、これと区別される人的財産（personal property）においては、原告は他の訴訟形態を用いる必要があった。この形式主義的なアプローチの結果、コモン・ローにおいては土地とみなされるものであっても、ほとんどの近代的法制においてはそのように分類されないものがある。例えば、聖職推挙権（教会の人間を推挙する権利）は物的財産とされていた。これに対して、不動産賃借権保有者（leaseholder）の権利は対人訴訟において生じるため、コモン・ローは当初、不動産賃借権（leasehold）を人的財産の一種として取り扱っていた。
現在、法は、大まかに物的財産（土地およびこれに付着したもの）と人的財産（その他すべて。例えば、衣服、家具、金銭）を区別する。この概念上の区別は、不動産（土地とともに権原が移転する。）と動産（権原を留めておくことが可能。）の違いであった。
イングランドのコモン・ローを基礎とする近代的法制においては、「物的」または「人的」への財産の分類は、法域によってある程度異なり得るし、法域内においても、目的によっても異なり得る（課税の有無・方法を定める場合など）。
Bethell (1998)には物的財産と財産権の歴史的進化について多くの歴史的情報が含まれる。